# Emil Wirell
Ernst Emil Wirell, tidigare Karlsson, född 12 november 1872 i Virestads socken, död 27 maj 1939 i Växjö, Kronobergs län, son till orgelbyggaren Carl Johannes Carlsson i Virestad.

## Biografi
Emil Wirell föddes 1872 på Östra Walid Norrgård i Virestads socken. Han var son till dåvarande snickargesällen Carl Johannes Carlsson och Nilla Lidén. Emil var det tredje och sista barnet i familjen. Familjen flyttade 1875 till Lekarekulla, där fadern blev orgelbyggarmästare. År 1878 flyttade de till Bäckhult i samma socken. År 1887 flyttade brodern Carl Eberhard till Nordamerika. Familjen flyttade 30 juli 1892 till Arnanäs Södergård och samma år blev Emil Karlsson musiker vid Kronobergs regemente. Johannes Carlsson avled 11 mars 1896 av magkatarr och begravdes den 20 mars samma år. Mellan 1896 och 1903 antog han efternamnet Wirell.
År 1903 flyttade modern och Wirell till Horshult Norrgård och började då arbeta som orgelbyggare. År 1908 flyttade han hemifrån till Gölshults Lida i Stenbrohult. År 1915 flyttade han till Liatorp i samma socken. Wirell gifte sig 26 februari 1920 med Emma Magnusson och omnämns som "orgelbyggardirektör". Paret flyttade 1922 till Växjö och bosatte sig i kvarteret Djeknen 4. De flyttade sedan till kvarteret Lyktan 2 år 1937 och där avled Wirell 1939 av lymfogranulomatos.

## Lista över orglar
| År   | Ursprunglig kyrka   | Stift | Bild | Manualer | Pedal        | Stämmor | Bevarad orgel/fasad | Övrigt |
| ---- | ------------------- | ----- | ---- | -------- | ------------ | ------- | ------------------- | --- |
| 1898 | Södra Sandsjö kyrka | Växjö |      |          |              | 15      | Nej/Nej             | En ny orgel byggdes 1951 av A Mårtenssons Orgelfabrik AB, Lund. |
| 1904 | Lemnhults kyrka     | Växjö |      |          |              | 13      | Nej/Nej             | En ny orgel byggdes 1980 av Västbo Orgelbyggeri, Långaryd. |
| 1907 | Örs kyrka           | Växjö |      |          |              | 9       | Nej/Nej             | En ny orgel byggdes 1958 av A Mårtenssons Orgelfabrik AB, Lund. |
| 1907 | Ormesberga kyrka    | Växjö |      |          |              | 7       | Nej/Ja              | Fasaden som användes till orgeln var från 1787 års orgel byggd av Olof Schwan, Stockholm. En ny orgel byggdes 1959 av A Mårtenssons Orgelfabrik AB, Lund.                                 |
| 1907 | Stenberga kyrka     | Växjö |      |          |              | 11      | Nej/Nej             | En ny orgel byggdes 1988 av Nils-Olof Berg, Nye. |
| 1908 | Gällaryds kyrka     | Växjö |      |          |              | 10      | Nej/Nej             | En ny orgel byggdes 1960 av A Mårtenssons Orgelfabrik AB, Lund. |
| 1908 | Stockaryds kyrka    | Växjö |      |          |              | 13      | Nej/Ja              | En ny orgel flyttades 1960 från Huskvarna missionskyrka till Stockaryds kyrka. Orgeln var byggd 1934 av A Magnussons Orgelbyggeri AB, Göteborg. Fasaden med nya ljudade pipor är bevarad. |
| 1909 | Jäts nya kyrka      | Växjö |      |          |              | 12      | Nej/Nej             | En ny orgel byggdes 1959 av Frederiksborgs Orgelbyggeri, Hilleröd, Danmark. |
| 1913 | Femsjö kyrka        | Växjö |      |          |              | 9       | Nej/Nej             | En ny orgel byggdes 1961 av Frederiksborgs Orgelbyggeri, Hilleröd, Danmark. |
| 1913 | Villstads kyrka     | Växjö |      |          |              | 19      | Nej/Nej             | En ny orgel byggdes 1967 av Västbo Orgelbyggeri, Långaryd. |
| 1914 | Angelstads kyrka    | Växjö |      |          |              | 11      | Nej/Nej             | En ny orgel byggdes 1979 av Västbo Orgelbyggeri, Långaryd. |
| 1915 | Nöbbele kyrka       | Växjö |      | 2        | Självständig | 22      | Ja/Ja               | Orgeln renoverades och omdisponerades 1969 av J Künkels Orgelverkstad AB, Lund. |
| 1915 | Moheda kyrka        | Växjö |      |          |              | 10      | Nej/Nej             | En ny orgel byggdes 1961 av Olof Hammarberg, Göteborg. |
| 1916 | Stenbrohults kyrka  | Växjö |      |          |              | 21      | Nej/Ja              | Fasaden som användes till orgeln var från 1849 års orgel, byggd av J. Liljegren. En ny orgel byggdes 1960 av Olof Hammarberg, Göteborg.                                                   |